# Lurio crassichelis
Lurio crassichelis är en spindelart som beskrevs av Lucien Berland 1913. Lurio crassichelis ingår i släktet Lurio och familjen hoppspindlar. Inga underarter finns listade i Catalogue of Life.